# 대사초등학교
대사초등학교는 대한민국 부산광역시 강서구 강동동에 있는 공립 초등학교이다.

## 학교 연혁
- 1946년 6월 1일 대사공립국민학교 개교
- 1978년 2월 15일 부산시로 편입
- 1993년 2월 28일 급식실 준공
- 1996년 3월 1일 대사초등학교로 개칭
- 2002년 3월 19일 교사 개축 준공식
- 2008년 9월 30일 도서관 리모델링, 어학실 정비
- 2009년 3월 9일 영어체험실 개관
- 2011년 5월 2일 엄마품 돌봄교실 개관
- 2020년 9월 1일 창의융합형 과학실 구축
- 2020년 10월 10일 블렌디드 러닝(Blended Learning) 수업 교실 구축
- 2022년 2월 4일 학교시설개선사업 (교사 도색 및 강당 멀티비전 설치)
- 2022년 2월 18일 제75회 졸업식(남 6명, 여 3명, 계: 9명) 총 6792명
- 2022년 3월 1일 제32대 김영희 교장 부임

## 학교 상징
- 교화 - 목련
- 교목 - 단풍나무

## 참고 자료
- 대사초등학교 - 한국교육학술정보원 학교알리미